# スラシー・クソンウォン
スラシー・クソンウォン（タイ：สุรสีห์ กุศลวงศ์、英：Surasi Kusolwong、1964年4月28日 - ）とは、タイ王国の現代アート芸術家である。

## 経歴
アユタヤ県出身。 1982年、タイ国立芸術家学校(วิทยาลัยช่างศิลป）卒業したのち、シラパコーン大学　版画学部に入学。1987年に学士号取得後、1990年にドイツのブラウンシュヴァイク美術大学（Hochschule fur Bildende Kuste Braunschweig）に留学、1993年に修士号を取得する。現在シラパコーン大学の教授として絵画・彫刻・版画学部で指導を行っている。

## 作風
タイの市場やボクシングジムなどのインスタレーションを行いつつ、実際に観客にもアートの一部として参加してもらうアクションアートの手法を取り入れている。素材は大量生産された安価なタイの工業製品を利用しており、作品の一部を無料もしくは材料費のみであげてしまうという『フリー・フォー・オール・プロジェクト』も1997年から行われている。

## 作品
- 1999 『お店』 -台北ビエンナーレ
- 2000  作品名不明 -光州ビエンナーレ2000
- 2000 『フリー・フォー・オール・プロジェクト 東京』　-「「ギフト・オブ・ホープ　21世紀アーティストの冒険」展覧会　東京都現代美術館
- 2001 『ハッピー・ベルリン（無料マッサージ）』-第2回ベルリンビエンナーレ
- 2001 『ラッキー・トーキョウ』-「わたしの家はあなたの家　あなたの家はわたしの家」展　東京オペラシティアートギャラリー
- 2001 『フリー・フォー・オール・プロジェクト 金沢2001』[1]　-金沢21世紀美術館
- 2002 『Relaxing Machine』 -光州ビエンナーレ2002
- 2003 『Thai Boxing』-イスタンブールビエンナーレ2003
- 2003 『銀の蝶々（コンポジションが終わったら）』-越後妻有アートトリエンナーレ
- 2003  作品不明-「チェ、クソンウォン、小沢による三人展」　OTA Fine Arts

## 個展
- 1999 「Smells Like Art」-アバウト・カフェ、バンコク、タイ王国
- 2000 「Air de Paris with Thai Music」 -Glassbox、パリ、フランス
- 2001 「Everything 2.- sFr. (Money-Minimal)」 -Fri-Art Centre、フリブール、スイス
- 2001 「Everything the same price>>2.- sFr.<<」- Art & Public、ジュネーヴ、スイス
- 2001 「New York Night Market (chaos minimal)」- Lombard-Freid Fine Arts、ニューヨーク、アメリカ
- 2001 「Pay Less for the Best (1 $)」- Institution of Visual Arts (INOVA)、ミルウォーキー、アメリカ
- 2001 「1,000 Lire Market (La vita continua)」-Casole, Elsa, progetto per Arte all, Arte - associazone Arte Continua、サン・ジミニャーノ、イタリア
- 2002 「Minimal Factory ($1 Market)/Red Bull Party (with D.J.)」- ArtPace、サンアントニオ、アメリカ
- 2002 「Floating Air Market (one Euro)」- Museum Folkswang、 エッセン、ドイツ

（※ 年、個展名、開催会場、都市、国名の順）